# Jan Hendrik van Boelens
Jan Hendrik van Boelens (Lesumbrücke, 16 mei 1792 - Leeuwarden, 14 december 1865) was een Nederlandse burgemeester en in 1848 buitengewoon lid van de Tweede Kamer der Staten-Generaal. Hij was een telg van het geslacht Van Boelens.

## Geschiedenis
Hij werd geboren in Lesumbrücke bij Bremen als zoon van Ayzo Boelardusz. van Boelens en Eliza Pratje. Hij was een oomzegger van Ambrosius Ayzo van Boelens, raadsheer in het Hof van Friesland en stiefzoon van Johannes Lambertus Huber. Jan Hendrik trouwde in Leeuwarden op 8 april 1812 met Christina Medendorp. Hij studeerde Romeins en hedendaags recht aan de hogeschool van Franeker. Jan Hendrik gaf in 1821 opdracht aan de ontwerper Lucas Pieters Roodbaard om de tuinen van de Stania State om te vormen tot een parkaanleg in landschapsstijl voorzien van een speelweide en vijvers in voor- en achtertuin.
- Biografisch Portaal: 19925087
- International Standard Name Identifier: 0000 0003 8870 5314
- Nederlandse Thesaurus van Auteursnamen: 073581763
- Parlement.com: vg09llt40dtu
- Virtual International Authority File: 281910618
- WorldCat: E39PBJfX4Df9g9TKwQ9J9D4H4q